# Англосаксонські руни

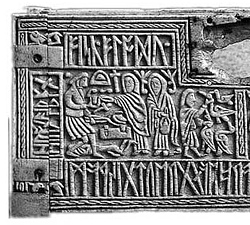
Ліва половина передньої панелі Скриньки Франка VII століття, що зображує німецьку легенду про Велюнда та містить загадку, написану англосаксонськими рунами.

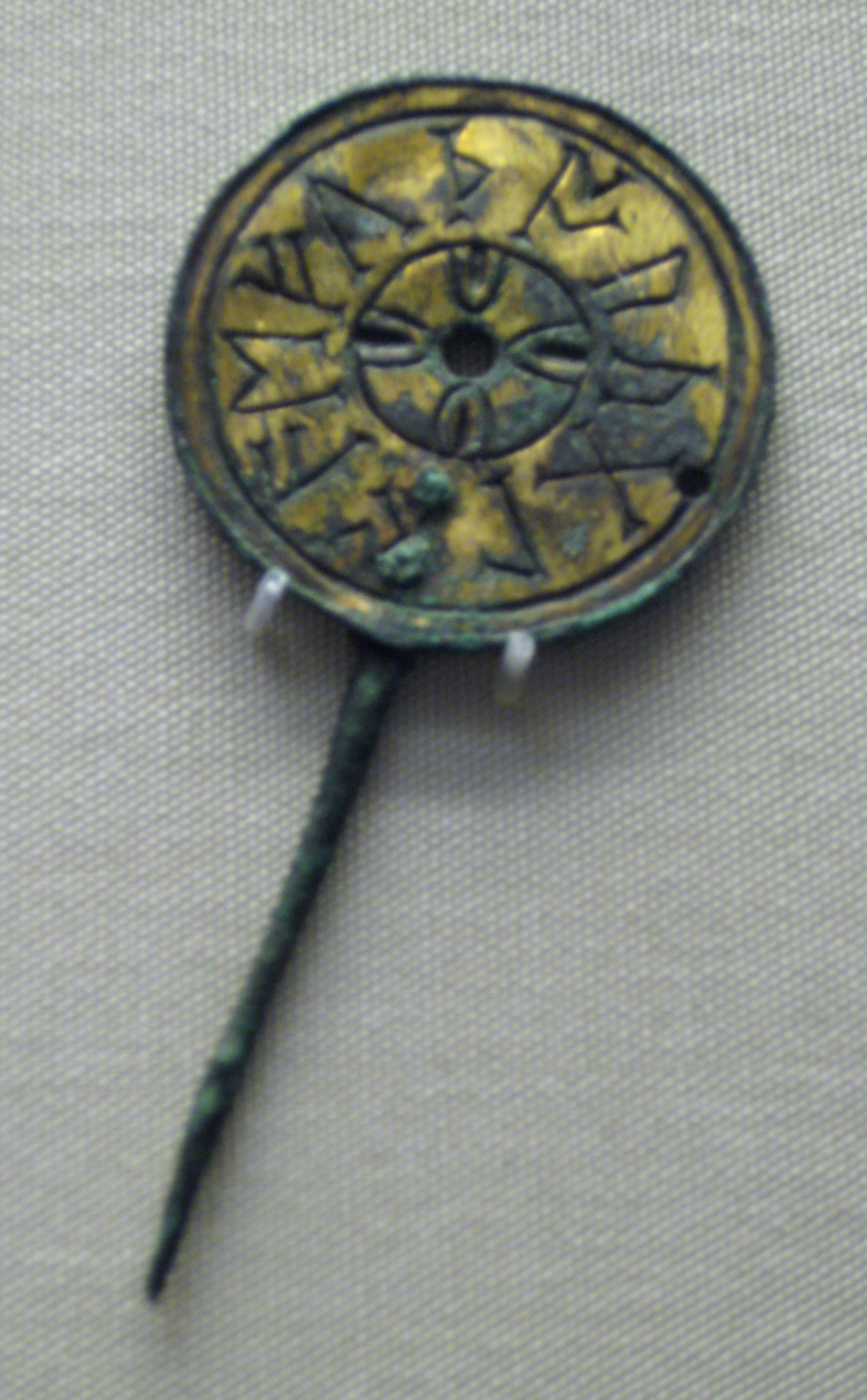
Позолочена шпилька з диском із мідного сплаву з одинадцятьма рунами (ᚠᚢᚦᚩᚱᚳᚷᛚᚪᚫᛖ).

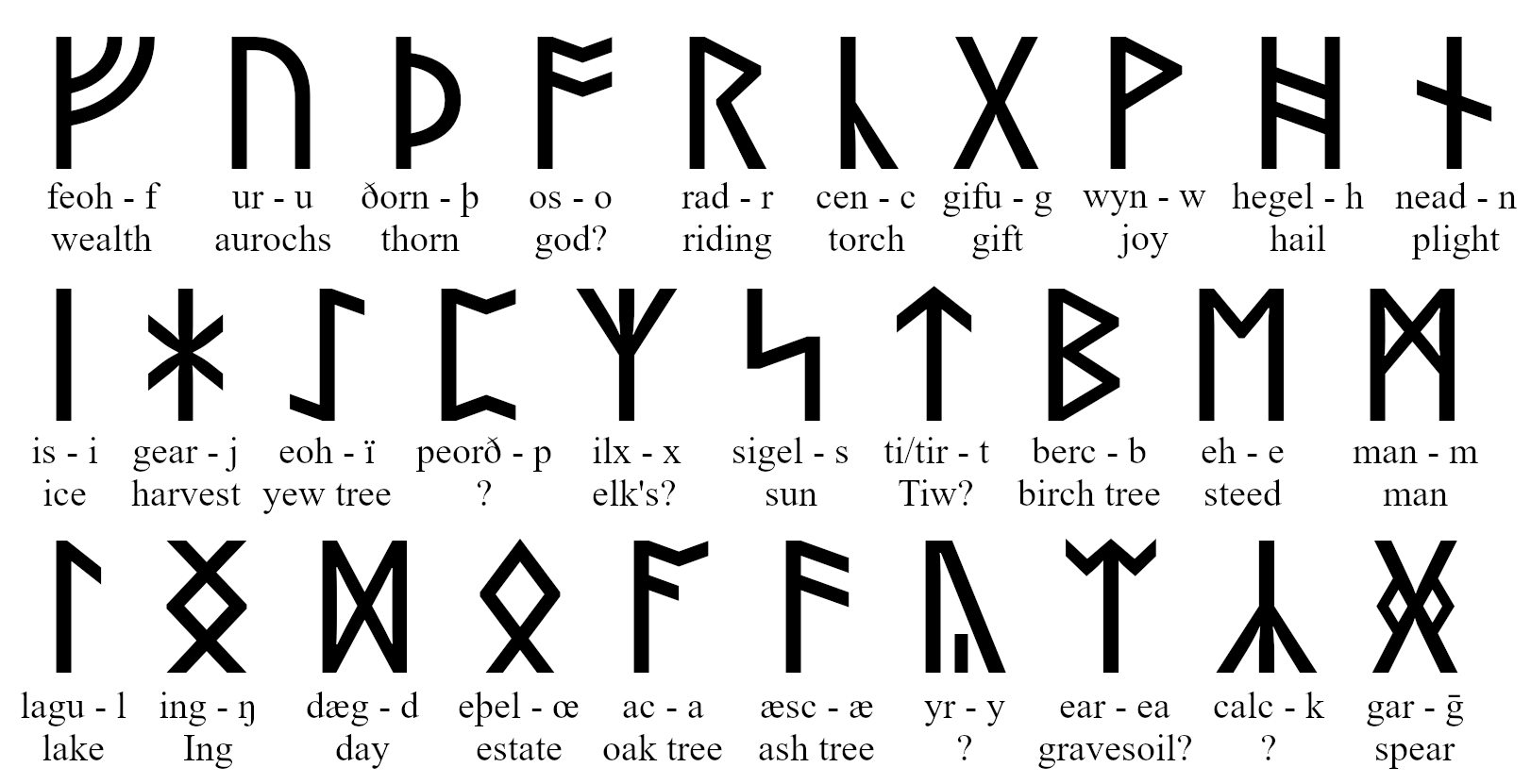
Діаграма, що показує 30 англосаксонських рун.

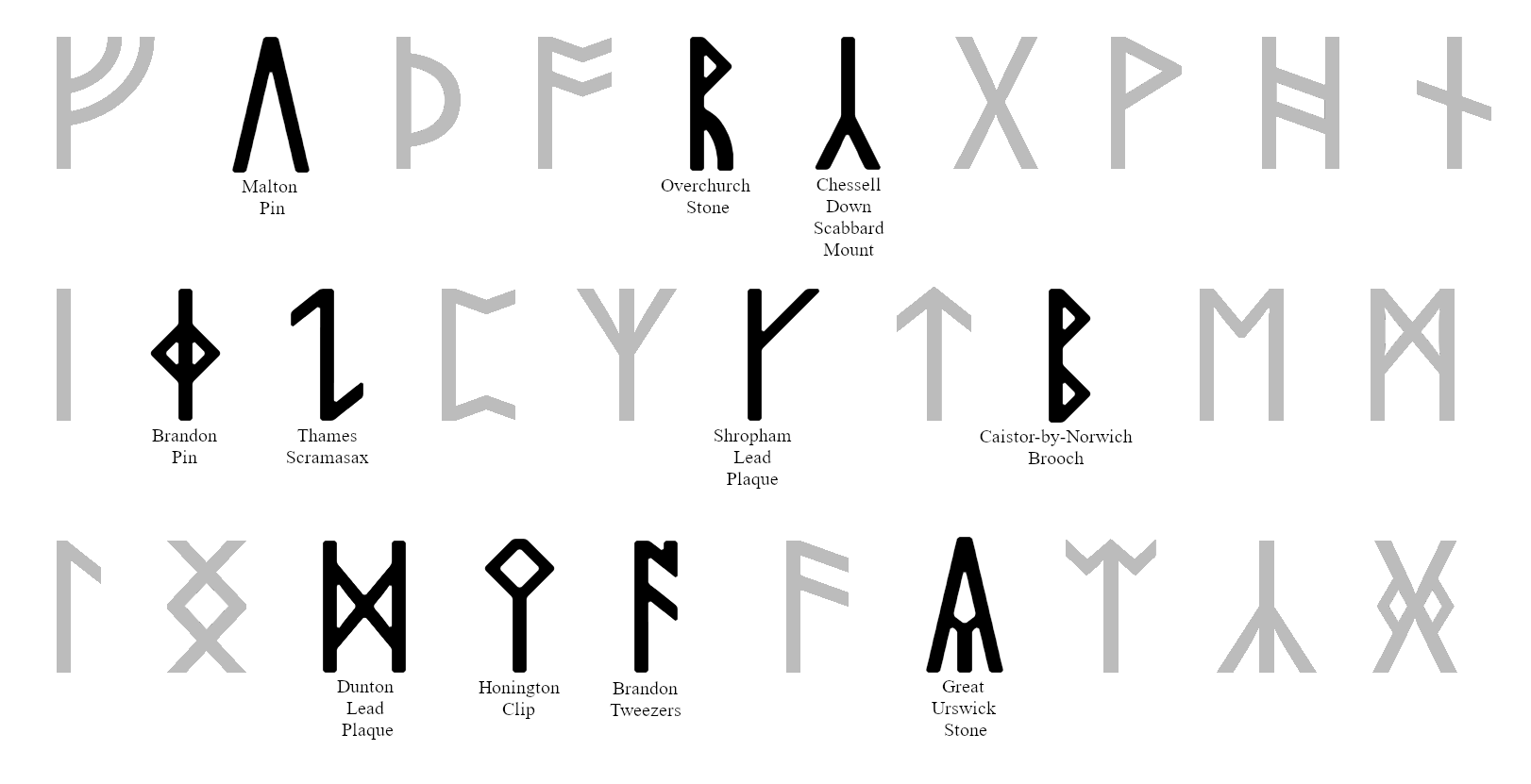
Інший варіан зображення рун.

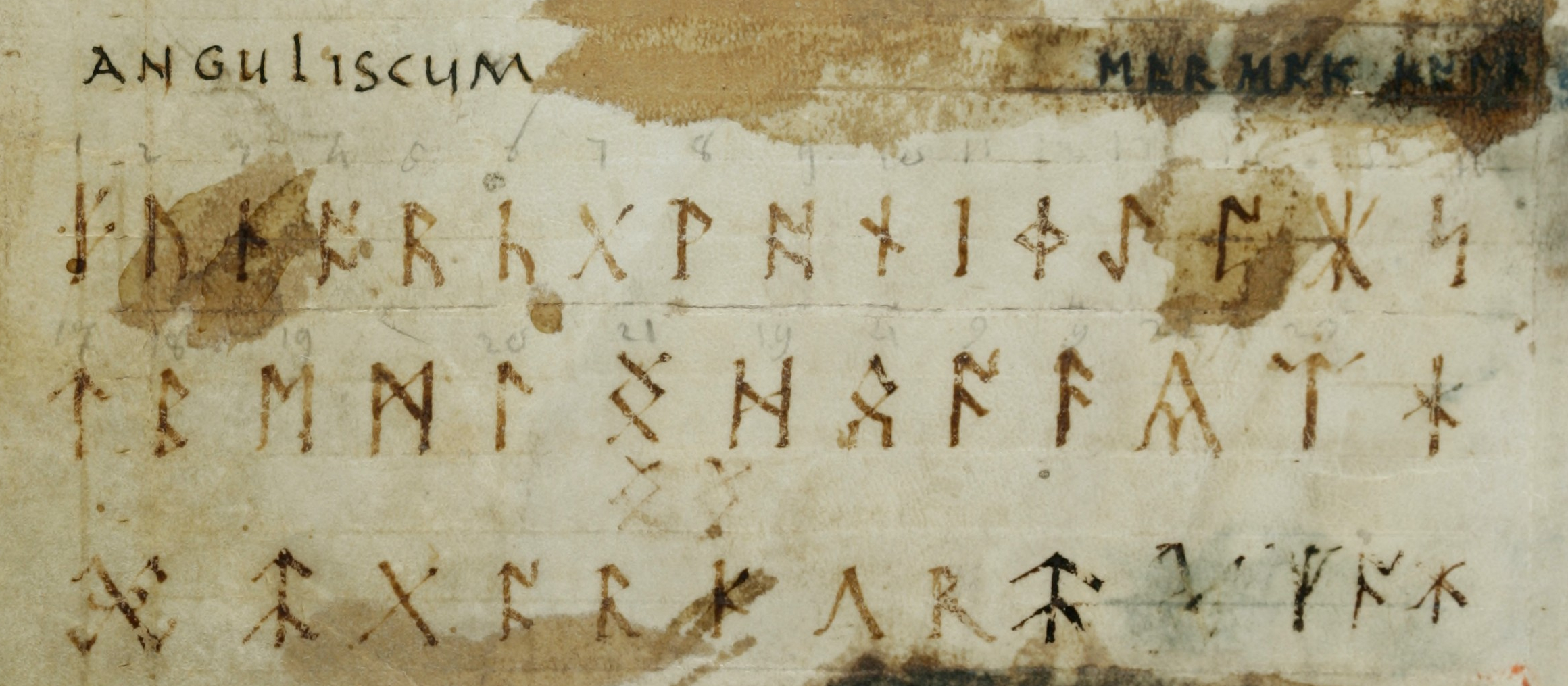
Англосаксонський футорк (abecedarium anguliscum), представлений у Codex Sangallensis 878 (9 століття)

Англосаксонські руни (давн-англ. rūna ᚱᚢᚾᚪ) — руни, які використовувалися ранніми англосаксами як алфавіт у своїй писемності. Руни також відомі як Футарк (ᚠᚢᚦᚩᚱᚳ fuþarc), що походить від англосаксонських перших шести рун. Футорк розвинувся з 24 символів Старшого Футарка. Оскільки руни, як вважають, вперше використовувалися у Фризії до англосаксонського заселення Британії, їх також називають англо-фризькими рунами. Ймовірно, вони використовувалися з V століття, слугуючи методом письма для староанглійської та старофризької мови.
Вони поступово були витіснені в англосаксонській Англії староанглійським латинським алфавітом, запровадженим ірландськими місіонерами в VIII столітті. Руни Футорк припинили ширико використовувати в одинадцятому столітті.

## Історія
Існують різні теорії про походження англосаксонського футорку. Одна з теорій припускає, що він був розроблений у Фризії, а звідти пізніше поширився до Великої Британії. Інша стверджує, що руни вперше були завезені до Великої Британії з материка, де вони потім змінились, а новий варіант поширився і у Фризії. Обидві теорії мають свої неточності, і остаточну відповідь можна отримати з подальших археологічних доказів.

## Символи
Послідовність символів в рунах Футорк, а також звуки, які видають ці символи, можуть відрізнятися залежно від місця та часу. У зв'язку з цим автентичний та уніфікований список рун неможливий.

### Перелік рун
| Руна | Назва         | Значення назви англійською     | Значення назви українською           | Транслітерація | IPA              |
| ---- | ------------- | ------------------------------ | ------------------------------------ | -------------- | ---------------- |
| ᚠ    | feh (feoh)    | wealth, cattle                 | багатство, худоба                    | f              | /f/, [v]         |
| ᚢ    | ur (ūr)       | aurochs                        | тур                                  | u              | /u(ː)/           |
| ᚦ    | ðorn (þorn)   | thorn                          | колючка                              | þ              | /θ/, [ð]         |
| ᚩ    | os (ōs)       | heathen god                    | бог германо-скандинавського пантеону | o              | /o(ː)/           |
| ᚱ    | rada (rād)    | riding                         | їзда верхи                           | r              | /r/              |
| ᚳ    | cen (cēn)     | torch                          | факел                                | c              | /k/, /kʲ/, /tʃ/  |
| ᚷ    | geofu (gyfu)  | gift                           | подарунок                            | g              | /ɡ/, [ɣ]         |
| ᚹ    | wyn (wynn)    | mirth                          | веселощі                             | w              | /w/              |
| ᚻ    | hægil (hægl)  | hail                           | град                                 | h              | /h/, /x/, [ç]    |
| ᚾ    | næd (nēod)    | need (as in «plight»)          | потреба (в скруті)                   | n              | /n/              |
| ᛁ    | is (īs)       | ice                            | лід                                  | i              | /i(ː)/           |
| ᛡ/ᛄ  | gær (gēar)    | year                           | рік                                  | j              | /j/              |
| ᛇ    | ih (īw)       | yew tree                       | тисове дерево                        | ï, ʒ           | /i(ː)/? /x/, [ç] |
| ᛈ    | peord (peorð) | (unknown)                      | (невідомо)                           | p              | /p/              |
| ᛉ    | ilcs (eolh)   | elk's?                         | лось(?)                              | x              | /ks/             |
| ᛋ/ᚴ  | sygil (sigel) | sun                            | сонце                                | s              | /s/, [z]         |
| ᛏ    | ti (Tīw)      | Tiw? Planet Mars?              | Тюр (?)                              | t              | /t/              |
| ᛒ    | berc (beorc)  | birch tree                     | береза                               | b              | /b/              |
| ᛖ    | eh (eh)       | steed                          | кінь                                 | e              | /e(ː)/           |
| ᛗ    | mon (mann)    | man                            | людина                               | m              | /m/              |
| ᛚ    | lagu (lagu)   | body of water (lake)           | водойма (озеро)                      | l              | /l/              |
| ᛝ    | ing (ing)     | Ing (Ingui-Frea)?              | Фрейр (?)                            | ŋ              | /ŋg/, /ŋ/        |
| ᛟ    | oedil (ēðel)  | inherited land, native country | успадкована земля, батьківщина       | œ              | /ø(ː)/           |
| ᛞ    | dæg (dæg)     | day                            | день                                 | d              | /d/              |
| ᚪ    | ac (āc)       | oak tree                       | дуб                                  | a              | /ɑ(ː)/           |
| ᚫ    | æsc (æsc)     | ash tree                       | ясен                                 | æ              | /æ(ː)/           |
| ᛠ    | ear (ēar)     | grave soil?                    | могильний ґрунт (?)                  | ea             | /æ(ː)ɑ/          |
| ᚣ    | yr (ȳr)       | yewen bow?                     | євеновий лук? (?)                    | y              | /y(ː)/           |